# Dantumadiel
Dantumadiel (Dantumadeel en neerlandès) és un municipi de la província de Frísia, al nord dels Països Baixos. L'1 de gener de 2008 tenia 19.399 habitants repartits per una superfície de 87,49 km² (dels quals 1,72 km² corresponen a aigua).

## Centres de població
Font: Web municipal de Dantumadiel
*  Inclou Feanwâldsterwâl (Veenwoudsterwal)

## Història
La primera vegada que s'esmenta Dantumadiel és en un document de 1242. En aquest temps Dantumadiel, o Donthmadeil com era conegut aleshores, era una part del districte de Winninghe, la part nord d'Oostergo. El grietenij (municipi) Dantumadeel era dirigit per un grietman (alcalde), que va ocupar el càrrec a Rinsumageast i Dantumawoude. La Llei de Municipalitats neerlandesa de 1851 (neerlandès: Gemeentewet van 1851) va abolir el grietenijen, que automàticament es van convertir en gemeente (municipi), encapçalat per un alcalde.

## Administració
El consistori actual, després de les eleccions municipals de 2007, és dirigit per Arie Aalberts. El consistori consta de 17 membres, compost per:
- Crida Demòcrata Cristiana, (CDA) 4 escons
- Partit del Treball, (PvdA) 4 escons
- Dantumadeel '82, 4 escons
- Partit Nacional Frisó, (FNP) 2 escons
- ChristenUnie, 2 escons
- Partit Polític Reformat, (SGP) 1 escó

## Personatges il·lustres
- Tineke Huizinga, política neerlandesa
- Theun de Vries, escriptor en neerlandès

## Galeria d'imatges

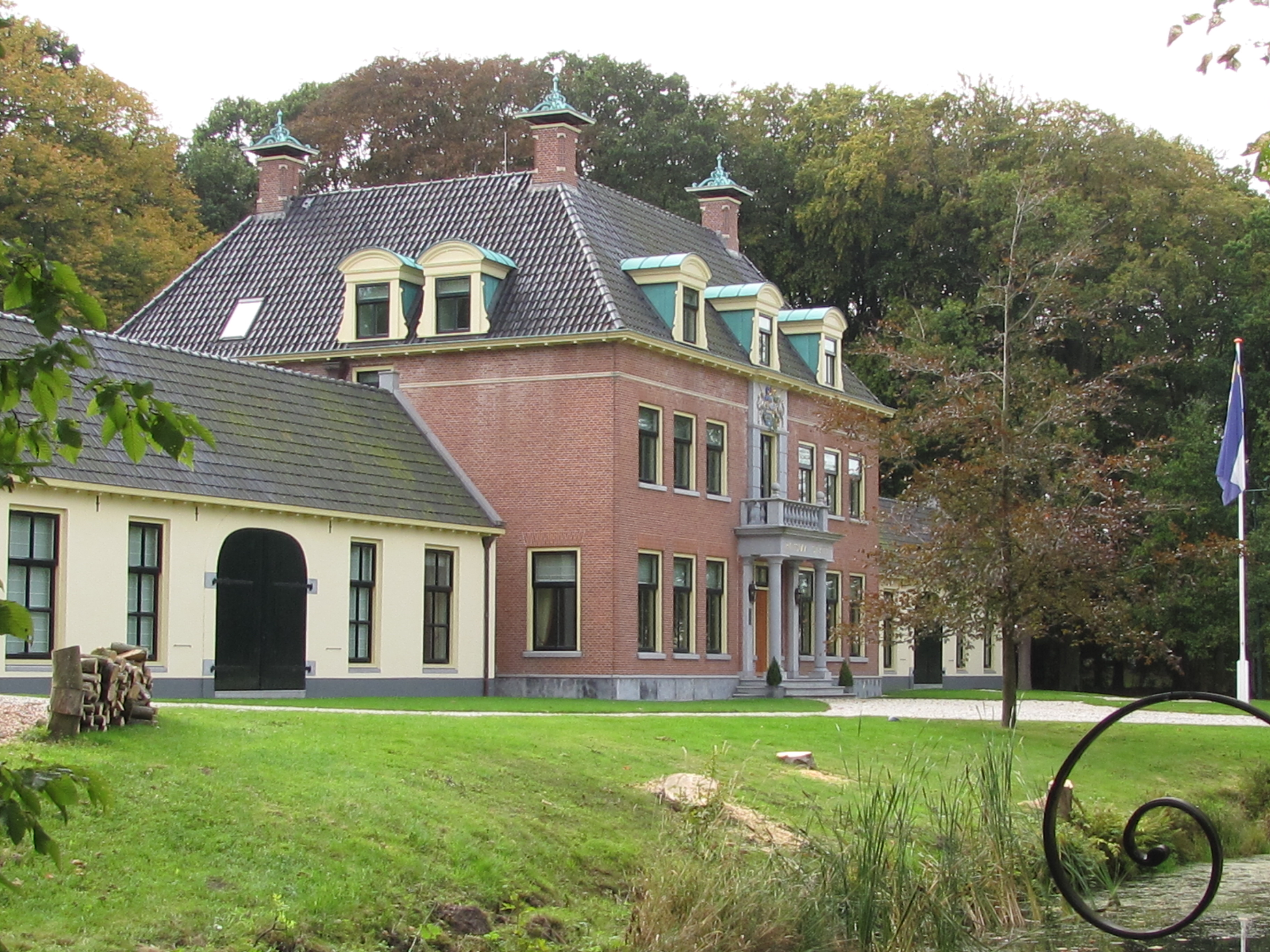
Rinsmanstate vora Driezum
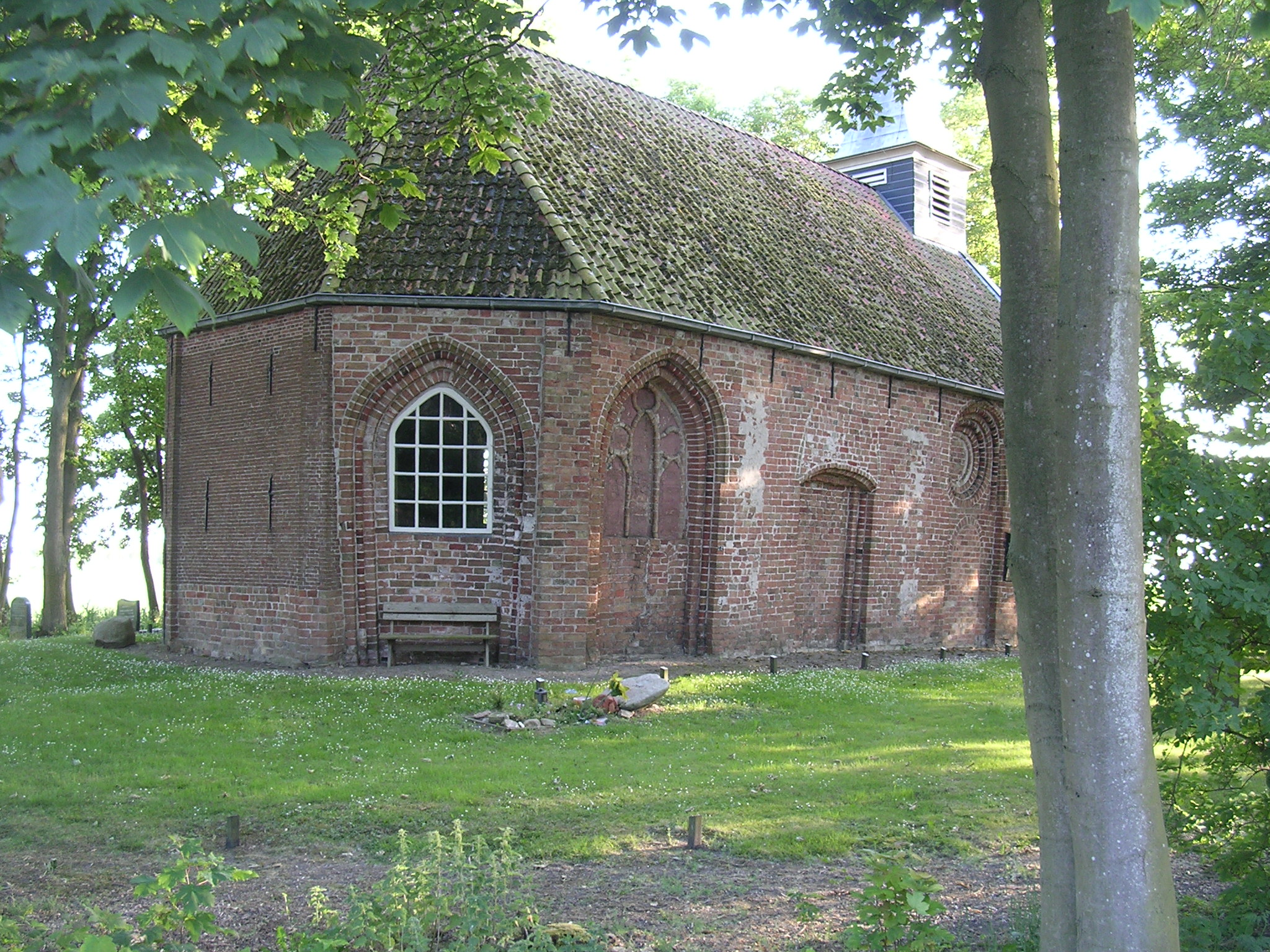
Capella de Sibrandahûs